# 機動戦士ガンダム FAR EAST JAPAN
『機動戦士ガンダム FAR EAST JAPAN』（きどうせんしガンダム ファー・イースト・ジャパン）は、大谷アキラによるガンダムシリーズの漫画作品。
小学館の月刊少年漫画雑誌「週刊少年サンデーS」2013年7月号（5月25日発売）から、2014年3月号（1月25日発売）まで連載された。全9話。単行本は上下巻の全2巻。
コミックスの巻末には「MS-06」「連邦の白いやつ」「黒い三連星」と名付けられたオリジナル・カクテルのレシピが掲載されている。

## あらすじ
宇宙世紀0079年、一年戦争後期。オデッサの戦いが間近に迫る中、ジオン軍のベテランパイロット、ランディー・メネンデス准尉に同僚のリンゼイと共に名家の子息であるゴードン・レノックス少尉の指揮下へ入るよう軍命が下った。ランディーたちはコムサイに搭乗してオデッサへの降下を試みるが地球連邦軍の戦闘ポット「ボール」一個中隊の強襲を受け、降下目標の遥か東方、極東の地「ニホン」に落着してしまう。落着直後、所属不明の旧ザクの強襲を受ける。旧ザクが連邦軍に鹵獲されたものであると認識したランディーたちは「ギムレット小隊」を結成。
旧ザクを使う連邦軍のMS部隊は脱走兵部隊であり、旧世紀に存在した米軍基地跡に残されたとされる核兵器を手に入れて、鹵獲品の手続きを行わずジオン軍所属の識別のままの旧ザクで核兵器を非合法に使用し、その汚名をジオンに被せる事が目的であると知ったギムレット小隊はこれを阻止すべく行動を開始する。
激しい戦いの末、ゴードンは脱走兵部隊に先んじて基地に潜入するが、核兵器はとっくに搬出された後だったと知る。生き残ったゴードンとリンゼイは脱走兵部隊を追ってきた連邦軍憲兵隊に拘束され、そのまま終戦を迎えた。宇宙港のある街で、宇宙に強制送還されるジオン兵捕虜たちの中にゴードンとリンゼイの姿もあった。

## 登場人物

### ジオン公国軍
ランディー・メネンデス
男性。階級は准尉。一年戦争の開戦時から最前線で戦い続けているベテランパイロット。ルウム戦役にてサラミス級とコロンブス級計3隻を撃沈する戦果を挙げるが、自身のポリシーから撃墜マークなどは付けていない。
ムサイ艦ではリック・ドムに乗機していたが機体重量があるため好みではなかった。地球降下にあたって乗機を陸戦仕様にしたザクIIに戻している。
弟も開戦当初従軍し輸送任務に当たっていたが、誤って輸送中のGG（ダブルG）ガス（コロニー内住民を殺害するために用いられた猛毒の毒ガス）を吸引。命は取り留めたものの重篤な後遺症で入院している。また毒ガスの使用は極秘であったため、その事を調査していた友人の死亡、自身への親衛隊の警告などもあった。
ギムレット小隊でのコールサインは「シュガー」。
リンゼイ・シミズ
女性。階級は軍曹。ランディーの同僚。MS及び生身問わず超一流の狙撃手。自身のザクも狙撃仕様にカスタマイズしている。狙撃の他にカクテル作りも得意。共に祖父から教わったもので、それ故に自身をおじいちゃん子と自覚している。サイド3に自身のBARを開店するのが夢で、その資金援助と引き換えにレノックス少尉の指揮下に入った。
ギムレット小隊でのコールサインは「ライム」。
ゴードン・レノックス
男性。階級は少尉。ランディーとリンゼイの新たな上官として赴任してきた。実家は代々官僚を勤めてきた一族で、父はジオン宣伝省のトップ、ハーラン・レノックス准将。兄二人も宣伝省の幹部。士官学校では優秀な成績であったが、卒業したばかりで実戦経験は無い。親と兄たちの反対を押し切り前線を志願するが、親の根回しにより、比較的安全な後方任務に回される予定であった。自ら指名してランディーとリンゼイを部下として配属させた。日本へ落着後、ギムレット小隊の隊長となる。
ランディーを指名した要因は、開戦当初のジオン軍による毒ガス使用に関する情報を知っているからであり、そのような情報隠匿を行える立場にあり、また実際に行っている父や兄たちに対する反発もあった。また、2人が突出した数の連邦兵を捕虜としていた（連邦兵を殺さずに無力化、拿捕している）ことも理由として語っている。
ギムレット小隊のコールサインは「ジン」。
ウィル
ムサイ艦の整備兵。ランディーとは同郷で兄貴と慕っている。ランディーたちの乗るコムサイを護衛するためにリック・ドムで出撃し、ボール一個中隊と交戦。最後のボールと共に大気圏突入し、戦争の早期終結を祈りながら爆散した。

### 地球連邦軍
ヴェルマ
連邦軍のMS部隊の指揮官。女性。自身もMSに搭乗する。ブリティッシュ作戦によるコロニー落としで、夫と子供を故郷と共に失っている。それ故にジオンに対する憎しみは強い。母親であった事から子供を傷つける者は味方であっても容赦はしない。
旧ザクを操縦し、ランディーとゴードンの乗るザクIIを圧倒するが、ジオン軍には知られていた旧ザクの動力パイプ内蔵故の排熱効率の悪さを突かれ、動作が鈍ったところを撃破される。
ムース
ヴェルマ率いる部隊の副隊長。男性。オレゴン出身。
陸戦型ジム・ナイトストーカーを駆って、リンゼイとスナイパー対決を行う。技量そのものはリンゼイを上回る。
アン
色黒の女性。MSパイロットとブラックバウンドのオペレーターを兼任する。目の前で同僚が吹き飛ばされても動じない冷静な性格。
ランドール
小太りのMSパイロット。接収した屋敷で粗相をした子供に当り散らすが、ヴェルマに腕を撃たれる。しかしこの事でも叛意を起こさないなど、ヴェルマに対して忠誠を誓っている。

## 登場兵器

### ジオン公国軍の兵器
MS-06 ザクII
MS-06F ザクII陸戦仕様機（ランディー･メネンデス機）

MS-06J 陸戦型ザクII（ゴードン･レノックス機）

MS-06 リンゼイ・シミズ専用改造ザクII
狙撃戦に特化したカスタムザク。頭部はE型（強行偵察型）に換装しライフルのスコープとの連動性を向上。右胸部はライフルの銃床を固定するための窪みがある。両腕部はザクIのものを流用。内部構造も改められており、電気制御式の他にレバー式のトリガーを追加し、生身で射撃する感覚に近づけている。主兵装はマゼラトップ砲をベースにした完全オリジナルなスナイパーライフルで、メガ粒子ではなく弾丸（砲弾）を撃ち出す。弾丸はビーム兵器に比べ威力や命中精度が劣るが、地球上では曲射弾道で射撃が可能で狙撃位置を特定され難いといったメリットもある。
ランディーからはお払い箱から寄せ集めた急造品と言われている。対戦したムースからは潰すには惜しいと評され、リンゼイはその事を罠に利用した。
MS-09R リック・ドム

### 地球連邦軍の兵器
RGM-79[G] 陸戦型ジム
RGM-79[G] 陸戦型ジム・ナイトストーカー
陸戦型GMをベースにした夜間強襲型実験機。外観は漆黒にカラーリングされた陸戦型ジムだが、頭部バイザーはスリットが付いたカバーで覆われている。
MS-05 鹵獲ザクI
通常、鹵獲兵器を使用する場合は、味方に誤射されないようカラーリングの変更や連邦軍マークを大きく描くが、本機はジオン軍による作戦を誤認させる目的で通常の外装（塗装）となっている。
後継機のMS-06と違って排熱に問題があるため激しい稼働を長時間続けると動作不良を引き起こす。
ブラックハウンド
管制と索敵、哨戒を担当するMS戦闘支援車輌。ホバートラック。
RB-79 ボール

## 書誌情報
- 原案：矢立肇・富野由悠季、作画：大谷アキラ 『機動戦士ガンダム FAR EAST JAPAN』 小学館〈少年サンデーコミックススペシャル〉、全2巻
  - 上巻 2014年3月5日発行、ISBN 978-4-09-124612-7
  - 下巻 2014年3月23日発行、ISBN 978-4-09-124614-1